# Ånässkolan

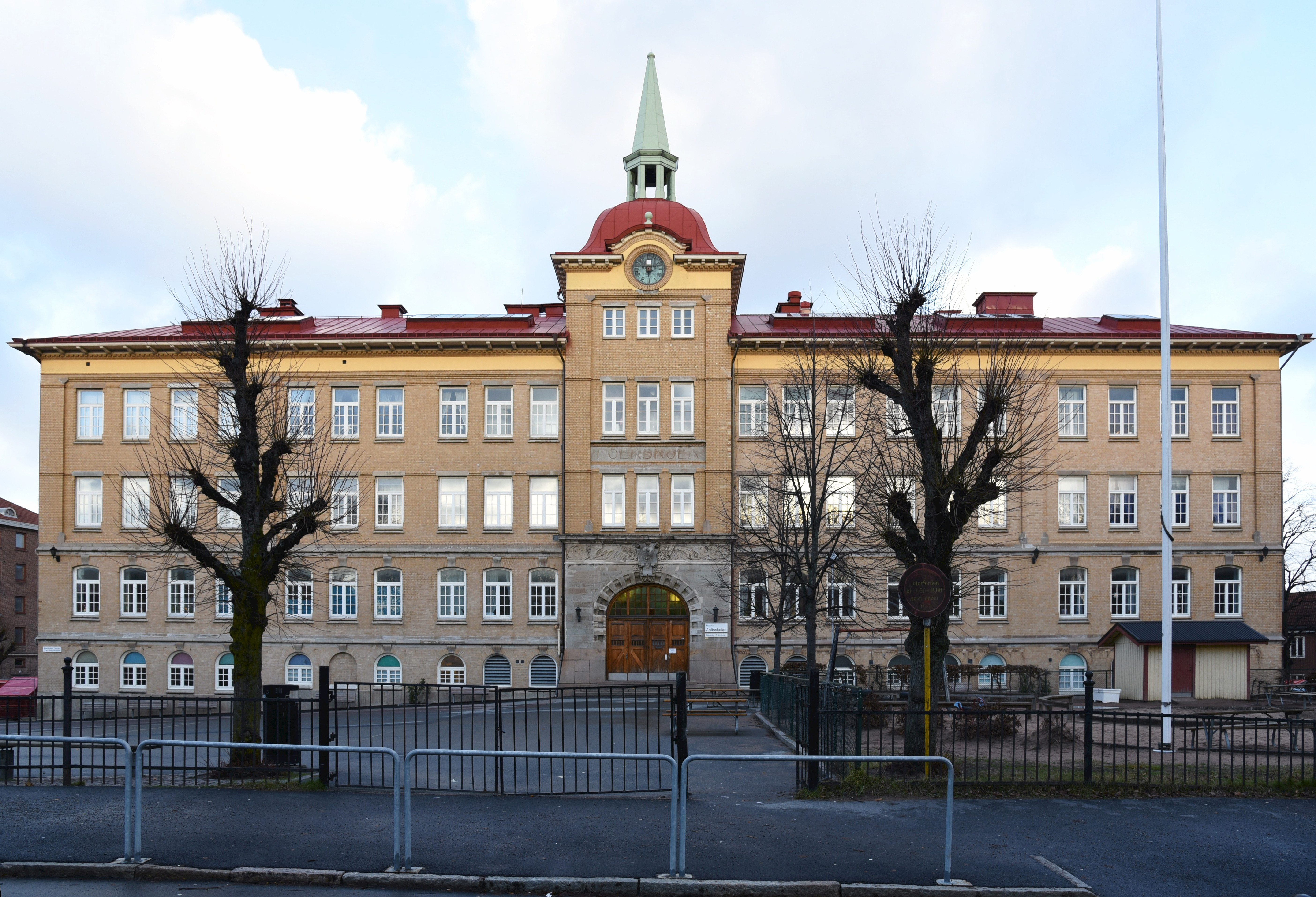
Ånässkolan sedd från Falkgatan.

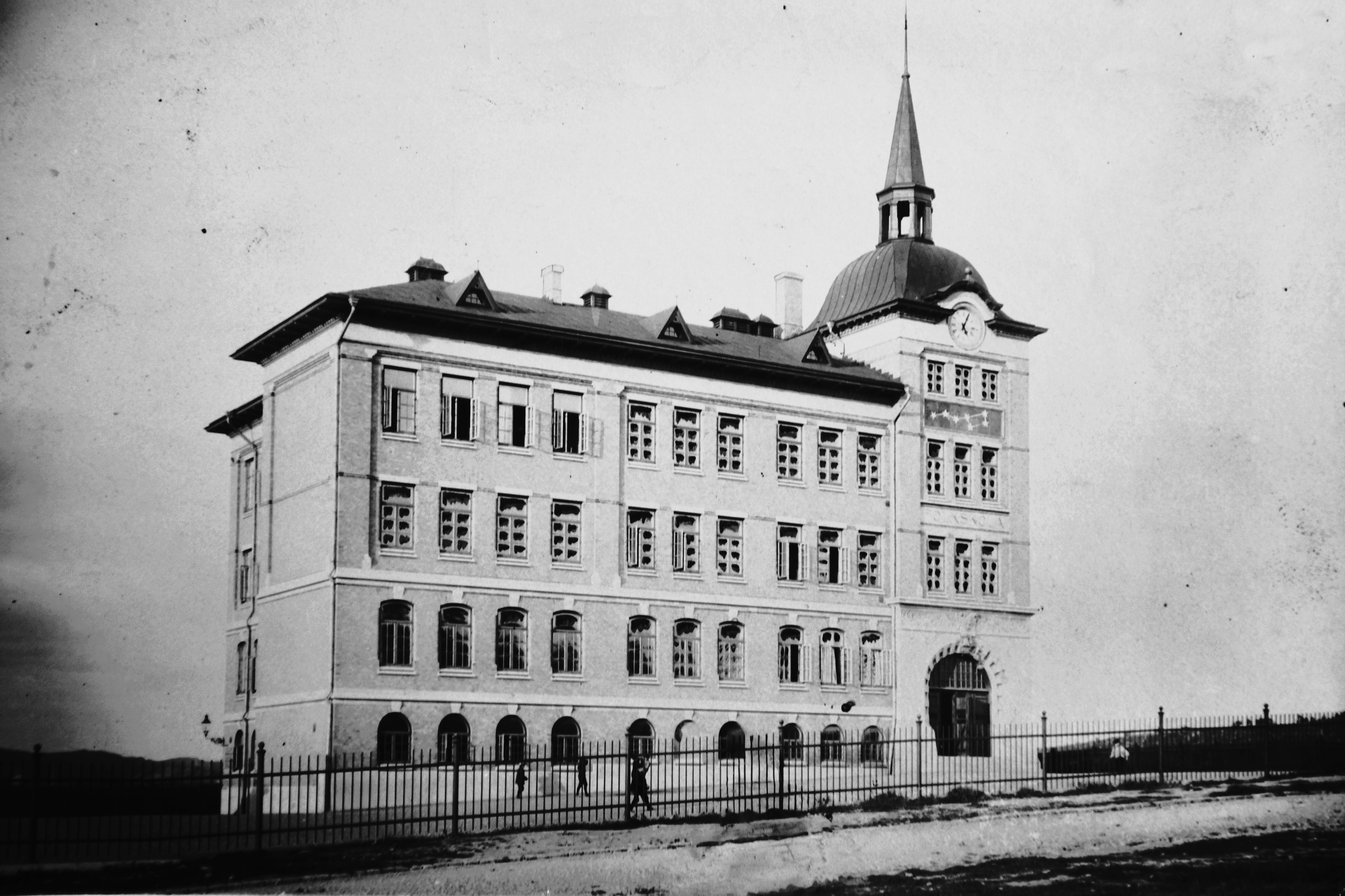
Redbergslids folkskola i början av 1900-talet. Göteborgs hembygdsförbunds arkiv.

Ånässkolan är en skola vid Falkgatan i stadsdelen Olskroken i Göteborg. Huvudbyggnaden och ett bostadshus med två lägenheter började uppföras år 1902 efter ritningar av Yngve Rasmussen. Huvudbyggnaden har fyra våningar och ett mittparti med klocktorn och spira var klara 1903. 
Den östra flygelbyggnaden byggdes 1929. Gymnastikbyggnaden av tegel i två våningar, ritades av E. Brihs och uppfördes år 1923. Bostadshuset är en tvåvånings byggnad uppförd i trä och hade från början lägenheter för en lärare och en vaktmästare.